# LXDE
LXDE ist eine freie Desktop-Umgebung für Unix und andere POSIX-konforme Plattformen, wie Linux oder BSD. Der Name LXDE steht für „Lightweight X11 Desktop Environment“.
Das Projekt wurde im Jahr 2006 begonnen, um eine Desktop-Umgebung zu schaffen, welche schnell und energiesparend arbeitet. Sie eignet sich daher gut für den Einsatz auf Netbooks oder auf älteren PCs, bei denen die heute üblichen Leistungsanforderungen nicht erbracht werden können. Im Gegensatz zu anderen Desktop-Umgebungen wie KDE oder Gnome funktionieren die einzelnen Komponenten in LXDE mit nur wenigen Abhängigkeiten voneinander und können so einfach nach und nach auf andere Systeme übertragen werden.

## Technische Einzelheiten
LXDE basiert wie Gnome 2 und ROX auf dem GTK+2-Toolkit und ist in der Programmiersprache C geschrieben. Der Quelltext wird unter der freien Lizenz GPL und teilweise unter der LGPL veröffentlicht. Es werden Computerarchitekturen wie Intel, MIPS und ARM unterstützt.
Es läuft auch unter den Betriebssystemen OpenSolaris und BSD. LXDE ist zu den Standards von freedesktop.org konform und kann daher auch mit GNOME- und KDE-Programmen umgehen – und umgekehrt. LXDE ist unter anderem die Standard Desktop-Umgebung bei der Live-Distribution Knoppix und Raspbian, welche alle auf Debian GNU/Linux beruhen. LXDE unterstützt derzeit über 35 Sprachen. Es kann im Aussehen beim Grafikthema, Schriftstil und bei Icons angepasst werden und bietet einen Microsoft Windows ähnlichen Dienstprogramm-Starter. Es ist energiesparender als KDE, Gnome und Xfce und benötigt keine 3D Beschleunigung. Die Hardwareanforderungen entsprechen denen eines alten Windows 98 PCs, eine Pentium II CPU ist ausreichend.

## Geschichte
Das Projekt wurde 2005 von dem Taiwaner Hong Jen Yee (PCMan) gestartet und brachte 2006 seine erste Veröffentlichung hervor.
Nachdem LXDE in Mandriva und Fedora aufgenommen wurde und auch in Debian als Standard-Desktop zur Verfügung steht, gibt es Projekte wie U-Lite (ehemals Ubuntulite) und Linux Mint LXDE. Im Februar 2009 wurde das Projekt Lubuntu ins Leben gerufen, welches auf Ubuntu basiert. Im September desselben Jahres entstand die erste Testversion. Auf dem Ubuntu Developer Summit Mitte Mai 2011 wurde bekanntgegeben, dass Lubuntu ein offizieller Abkömmling von Ubuntu wird.
Mit der Veröffentlichung von openSUSE 11.3 ist LXDE auch dort als offiziell unterstützte und wählbare Desktopumgebung verfügbar. In der Folgezeit wurde LXDE in einer Vielzahl weiterer Linux-Distributionen integriert.
Ende Juli 2011 wurde das GUI-Toolkit GTK+ 3 eingeführt, das zum Nachfolger von GTK+ 2 erklärt wurde, zugleich aber nicht abwärtskompatibel zu GTK+ 2 ist. Monatelang vorher war bereits auf die Einführung von Gtk+ 3 hingearbeitet worden. Für den Chefentwickler des LXDE-Projekts, Hong Jen Yee, stellte sich damit die Frage, welches Toolkit das LXDE-Team in Zukunft verwenden wolle, da LXDE bis dahin auf dem Widget-Set GTK+ 2 basierte, welches fortan nicht mehr weiterentwickelt werden sollte. Yee stellte in einem Blog-Posting fest, dass GTK+ 3 „speicherintensiver und langsamer“ als GTK+ 2 sei, was seinem Projekt-Konzept von einer „schlanken, ressourcenschonenden“ Desktop-Umgebung widersprach. LXDE blieb damit bei GTK 2.
Er kündigte eine Qt-Version von LXDE an, deren Fertigstellung für Anfang Juli 2013 geplant war. Im Mai 2014 erschien eine erste Version (0.7.0) des auf Qt basierenden LXDE, nun LXQt genannt.

## Systemanforderungen
LXDE hat folgenden minimalen Hardwarebedarf:
| CPU         | CPU     | RAM   | HDD       |
| Architektur | Takt    | RAM   | HDD       |
| ----------- | ------- | ----- | --------- |
| Pentium II  | 266 MHz | 45 MB | ca. 16 MB |

## LXDE-Komponenten
Wie ROX oder Xfce ist auch LXDE modular aufgebaut, die folgenden Komponenten bietet LXDE an:
GPicViewEin schlanker und schneller Bildbetrachter
LeafpadEin schneller Texteditor (externes Projekt)
LXAppearanceEin Programm für die Themenverwaltung
LXDE CommonEine Konfigurationsdatei für Default-Einstellungen zur vereinheitlichenden Integration der unterschiedlichen LXDE-Komponenten
LXDE Icon ThemeEin gleichförmiger Set an Miniaturbildern – den sogenannten Icons, welche bestimmte Programme symbolisieren sollen und die durch ihre Ausgestaltung das äußere Erscheinungsbild des Desktops mitbeeinflussen
LXInputEin Werkzeug, um Tastatur und Maus zu konfigurieren
LXLauncherEin Programmstarter
LXMenu DataEine Dateiensammlung zur Anpassung der Menüs von LXDE an die freedesktop.org-Menü-Richtlinie
LXMusicEin Frontend für den Musikspieler XMMS2
LXPanelEin Desktop Panel
LXRandREin Frontend für den Screenmanager xrandr, der für die Wahl der graphischen Bildauflösung und für die graphische Konfiguration sowie für die Handhabung externer Monitore zuständig ist
LXSessionLeitet die Sitzung
LXTaskEin Taskmanager auf Basis des Xfce-Taskmanagers
LXTerminalEin Terminal-Emulator auf Basis des Xfce-Terminals
LXDMEin X-Window-Displaymanager
Menu-CacheEin Beschleuniger der Darstellung von freedesktop.org-konformen Menüs
OpenboxEin Fenstermanager (externes Projekt)
PCManFMEin Dateimanager (externes Projekt). Zur Realisierung von Remote-Desktop-Funktionen sowie eines Papierkorb-Systems auf LXDE benötigt PCManFM zusätzlich das gvfs-Paket.
XarchiverEin Archivmanager (externes Projekt)

### Komponenten mit ungewisser Perspektive im Hinblick auf Weiterentwicklung
Bei einigen Komponenten von LXDE ist deren Weiterentwicklung unklar oder bereits aufgegeben:
GtkNetCatEin Frontend für Netcat
LXAdminEine Sammlung von Python-Skript-Anwendungen, zur Handhabung einiger Einstellungen und Prozessaufgabenstellungen von LXDE (Diese Komponente befindet sich noch in der Erprobungsphase und kann zurzeit nur über den entsprechenden git-Entwicklungszweig bezogen werden. Die Bereitstellung eines tar-Pakets steht noch aus).
LXineEine LXDE-Version zu dem Mediaplayer xine, welcher nach Bedarf Video- und Audiodateien abspielt. Für die Kompilierung von LXine via Makefile muss vor dem Kompiliervorgang das Backend, bestehend aus dem Objektcodebibliothekspaket xine-lib, bereitgestellt sein (Die Komponente LXine befindet sich noch in der Erprobungsphase und kann zurzeit nur über den entsprechenden git-Entwicklungszweig bezogen werden. Die Bereitstellung eines tar-Pakets steht noch aus).
LXPolkitEin Authentifizierungsagent auf der Grundlage einfacher Sicherheits-"Policies". Unter anderem prüft diese Komponente, ob der Gebrauch bestimmter Programme durch bestimmte Nutzer oder Nutzergruppen gemäß der vorliegenden Policies statthaft ist oder nicht, und schaltet, wenn der Gebrauch statthaft, jedoch sicherheitskritisch ist, eine Authentifizierungsabfrage.
LXSession EditEin Programm zur Sitzungsverwaltung auf Basis von Xfce4-session
LXShortCutEin Werkzeug zur Festlegung von Tastenkombinationen für die Auslösung besonderer Funktionen
Unfertig verworfen wurde das Netzwerkmanagementwerkzeug LXNM.

## Systemdienste von LXDE
Systemdienste, die eine LXDE-spezifische Rolle spielen, sind:
lxde-settings-daemonEin Daemon, der für Themenverwaltung, Tastatur und Maus zuständig ist und mit dem LXInput-Konfigurationswerkzeug zusammenarbeitet

## Distributionen mit LXDE
Bei den folgenden Distributionen ist LXDE in den offiziellen Paketquellen oder als Standard-Benutzeroberfläche enthalten:
- Arch Linux (Paket: lxde)[15]
- Manjaro
- BLAG GNU/Linux
- Cubian, Debian-Distribution für das Cubieboard, Cubieboard2, Cubietruck (Cubieboard3)[16]
- Debian (businesscard, netinst und DVD)[17][18]
- Fedora (LXDE Spin)[19]
- Gentoo[20]
- Kanotix (seit 2013)
- Knoppix[21]
- Linux Mint[22]
- LXLE[23]
- Mageia
- Mandriva Linux
- openSUSE[24]
- Parted Magic[25]
- PCLinuxOS
- Raspbian, Debian-Distribution für den Raspberry Pi
- Sabayon Linux
- Salix OS (LXDE Edition)
- Siduction
- SliTaz[26]
- SparkyLinux
- Trisquel
- Ubuntu (Lubuntu,[27] Greenie)
- VectorLinux

Es ist außerdem auch in den FreeBSD-Ports und Packages enthalten.